# Magyar Nemzeti Bank
Die Ungarische Nationalbank (ungarisch Magyar Nemzeti Bank) ist die Zentralbank Ungarns. Ihr hauptsächliches Ziel ist, Preisniveaustabilität zu garantieren. Die Bank ist auch dafür zuständig, die nationale Währung, den ungarischen Forint, auszugeben. Das geschieht, indem sie die Bargeldzirkulation kontrolliert, den Leitzins setzt, offizielle Wechselkursraten veröffentlicht und die nationalen Devisen- und Goldreserven beeinflusst. Die Magyar Nemzeti Bank kontrolliert somit die Geldpolitik ihres Landes. Sie ist Mitglied im Europäischen System der Zentralbanken.

## Geschichte

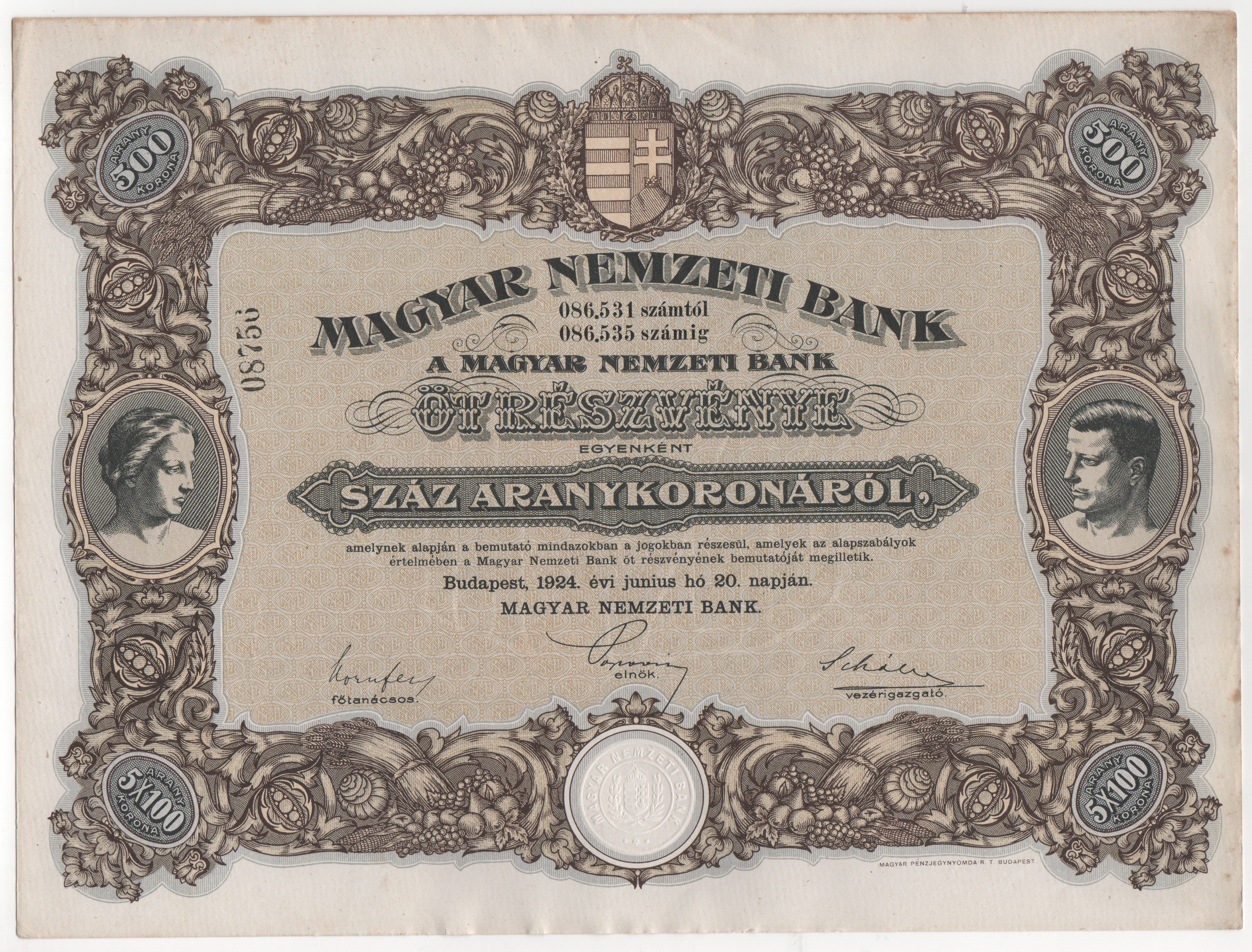
Aktie der Ungarischen Nationalbank vom 20. Juni 1924

In der Zeit Österreich-Ungarns war die Oesterreichisch-Ungarische Bank die Zentralbank der Monarchie, mit Sitz in Wien und Budapest. Sie wurde nach dem Ersten Weltkrieg aufgelöst und die neue Königlich-Ungarische Staatsbank gegründet. Die erste unabhängige ungarische Zentralbank, die Ungarische Nationalbank, nahm ihre Tätigkeit am 24. Juni 1924 in Form einer Aktiengesellschaft auf. Die kommunistische Führung, die ab 1948 regierte, ließ im Zuge der Planwirtschaft keinen Spielraum für eine eigenständige Notenbankpolitik. Mit dem Gesetz über die Ungarische Nationalbank vom Oktober 1991 wurde die Unabhängigkeit der Zentralbank wiederhergestellt. Das Gesetz LVIII von 2001 über die Magyar Nemzeti Bank legte fest, dass die ungarische Regierung und die MNB für die Festlegung des Wechselkurssystems zuständig sind. Seit dem 26. Februar 2008 ist der Forint gegenüber dem Euro frei floatend. Seit dem Amtsantritt Viktor Orbáns ist die Euro-Einführung zurückgestellt.

## Aufgaben
Die MNB hält an einem mittelfristigen Inflationsziel von ungefähr 3 % fest. Dieses Ziel ist etwas höher als das grundsätzlich akzeptierte Inflationsniveau in Europa. Dies wird damit begründet, dass man der ungarischen Wirtschaft die Möglichkeit geben wolle, mit seinen Preisen auf das europäische Niveau aufzuschließen.
Der Präsident der Zentralbank wird vom ungarischen Präsidenten auf Vorschlag des Premierministers ernannt. Seine Amtszeit dauert sechs Jahre. Das wichtigste Entscheidungsorgan der ungarischen Zentralbank ist der monetäre Rat.
Im Ungarischen Gesetz ist die Rolle der MNB wie folgt festgeschrieben:
„Das vorrangige Ziel der MNB soll es sein, Preisstabilität zu erreichen und zu erhalten. Ohne das Erreichen des ersten Zieles zu beeinträchtigen, soll die MNB die Wirtschaftspolitik der Regierung unterstützen, indem sie die ihr zur Verfügung stehenden geldpolitische Instrumente nutzt.“

## Gouverneure
- Sándor Popovics (1924–1935)
- Béla Imrédy (1935–1938)
- Lipót Baranyai (1938–1943)
- Gyula Pósch (1943–1944)
- László Temesváry (1944)
- Imre Oltványi (1945)
- Artúr Kárász (1945)
- Imre Oltványi (1945–1946)
- Ernő Csejkey (1946–1949)
- Ferenc Jeszenszky (1949–1952)
- János Vörös (1952–1955)
- László Háy (1956–1956)
- Dénes Szántó (1956–1960)
- Béla Sulyok (1960–1961)
- Andor László (1961–1975)
- Mátyás Tímár (1975–1988)
- Ferenc Bartha (1988–1990)
- Surányi György (1990–1991)
- Péter Ákos Bod (1991–1994)
- György Surányi (1995–2001)
- Zsigmond Járai (2001–2007)
- András Simor (2007–2013)
- György Matolcsy (2013-heute)

## Gebäude
Der 1905 vom Architekten Ignác Alpár entworfene Hauptsitz der MNB befindet sich in der Innenstadt Budapests am Szabadság tér, direkt neben der US-Botschaft.
Seit ihrem Bestehen sammelt die Ungarische Nationalbank zudem historische Zahlungsmittel, die 1974 in einer Dauerausstellung in einem Museum öffentlich zugänglich gemacht wurden.